# Ischnochitonika aleutica
Ischnochitonika aleutica is een eenoogkreeftjessoort uit de familie van de Chitonophilidae. De wetenschappelijke naam van de soort is voor het eerst geldig gepubliceerd in 2005 door Avdeev & Sirenko.